# Donggu-dong
Donggu-dong (koreanska: 동구동) är en stadsdel i staden Guri i provinsen Gyeonggi i den norra delen av Sydkorea, 15 km nordost om huvudstaden Seoul.